# Чвор (брзина)
„Чвор“ представља јединицу брзине. Не спада међу признате СИ јединице мере али се користи паралелно с њима. Користи се широм света за означавање брзине кретања пловила и летелица.
Чвор је јединица брзине једнака једној наутичкој миљи на сат, тачно 1,852 km/h (приближно 1,151 mph или 0,514 m/s). ISO стандардни симбол за чвор је kn. Исти симбол преферира Институт инжењера електротехнике и електронике IEEEИЕЕЕ), док је kt такође уобичајен, посебно у ваздухопловству, где је то облик који препоручује Међународна организација цивилног ваздухопловства (ICAO). Чвор није СИ јединица. Чвор се користи у метеорологији, те у поморској и ваздушној пловидби. Брод који путује брзином од 1 чвора дуж меридијана пређе отприлике један минут географске ширине за један сат.

## Дефиниција
Чвор — јединица за мерење брзине ветра или кретања бродова, која представља морску миљу на час: 1852m/3600s = 0,514m/s (1,85 km/h).
Ово се заснива на међународно признатој дужини наутичке миље, усвојене од стране САД 1954. године (које су пре тога користиле УС наутичку миљу од 1852,249 m), Велике Британије 1970. године (која је претходно користила УК или адмиралску наутичку миљу од 1853,184 метра) и других држава. Ово је дефиниција која се користи у највише, ако не и у свим, околностима. Чвор се понекад меша са наутичком миљом, што је погрешно.
Брзина пловила најчешће се мери чворовима. Њом се може називати „брзина брода“, „брзина пловила“ и, за летелице „брзина летења“. Ради лакшег сналажења при навигацији, неке брзине, попут „брзине плимске струје“, „брзине тока реке“ и „брзине ветра“, такође се уобичајено означавају чворовима.

## Конверзије
1 (међународни) чвор је тачно 1.852 метра по 3600 секунди (m/s), и приближно једнак следећем:
- 1,852 km по сату
- 101,268591 стопа (мера за дужину) по минути
- 1,687810 стопа по секунди
- 0,5144444 m по секунди
- 1,150779 миља по сату
- 0,99936 адмиралских миља

Дужина међународно уговорене наутичке миље је 1852 m. САД су усвојиле међународну дефиницију 1954. године, претходно су користиле америчку наутичку миљу (1853,248 m). Велика Британија је усвојила дефиницију међународне наутичке миље 1970. године, пошто је претходно користила наутичку миљу британског Адмиралитета (6080 ft или 1853,184 m).

## Употребе
Брзине пловила у односу на флуиде у којима путују (брзине брода и ваздушне брзине) мере се у чворовима. Ради конзистентности, брзине навигационих течности (токови плиме, речне струје и брзине ветра) се такође мере у чворовима. Дакле, брзина изнад земље (SOG; брзина на земљи (GS) у авиону) и брзина напредовања ка удаљеној тачки („брзина побољшања“, VMG) су такође дати у чворовима.

## Порекло
До средине 19. века, брзина пловила на мору се мерила помоћу бродског лога. Састојао се од дрвене плоче, причвршћене канапом за котур, и оптерећене на једној ивици да лебди окомито на површину воде и тако представља значајан отпор води која се креће око ње. Лог је бачен преко крме брода у покрету и конопцу је дозвољено да се испружи. Чворови везани на удаљености од 47 стопа 3 инча (14,4018 m) један од другог, пролазили су кроз прсте морнара, док је други морнар користио пешчани часовник од 30 секунди (тренутно прихваћено мерење времена је 28 секунди) за мерење трајања операција. Број чворова би се пријавио и користио у израчунавању координата и навигацији надгледника једрења. Ова метода даје вредност за чвор од 20,25 in/s, или 1,85166km/h. Разлика у односу на модерну дефиницију је мања од 0,02%.
Извођење размака чворова:
{\displaystyle 1~{\textrm {kn}}=1852~{\textrm {m/h}}=0.5144~{\textrm {m/s}}}, стога у {\displaystyle 28} секунди то је {\displaystyle 14.40} метара по чвору.

## Модерна употреба
Иако се јединични чвор не уклапа у систем СИ, његово задржавање за наутичку и авијацијску употребу је важно јер је дужина наутичке миље, на којој се чвор заснива, уско повезана са географским координатним системом географске дужине/ширине. Као резултат тога, наутичке миље и чворови су погодне јединице за употребу приликом навигације авионом или бродом.
Стандардне наутичке карте су на Меркаторовој пројекцији, а хоризонтална скала (исток-запад) варира у зависности од географске ширине. На карти северног Атлантика, скала варира за фактор два од Флориде до Гренланда. Једна графичка скала, присутна на многим картама, би стога била бескорисна на таквом графикону. Пошто је дужина наутичке миље, у практичне сврхе, еквивалентна отприлике минуту географске ширине, удаљеност у наутичким миљама на карти може се лако измерити коришћењем разделника и скала географске ширине на странама карте. Недавне карте Британског Адмиралитета имају скалу географске ширине у средини да би ово учиниле још лакшим.
Брзина се понекад погрешно изражава као „чворови на сат“, што би значило „наутичке миље на сат на сат“ и стога би се односило на убрзање.

### Ваздухопловни термини
Пре 1969. године, стандарди пловидбености за цивилне авионе у Прописима о федералном ваздухопловству Сједињених Држава навели су да раздаљине треба да буду у законским миљама, а брзине у миљама на сат. Године 1969. ови стандарди су прогресивно измењени како би се прецизирало да раздаљине треба да буду у наутичким миљама, а брзине у чворовима.
Следеће скраћенице се користе за разликовање различитих мерења ваздушне брзине:
- TAS је „истинска брзина у чворовима“, брзина авиона у односу на неометани ваздух
- KIAS је „назначена брзина у чворовима“, брзина приказана на питот-статичком индикатору ваздушне брзине
- CAS је „калибрисана ваздушна брзина у чворовима“, назначена брзина исправљена за грешку положаја и грешку инструмента
- EAS је „еквивалентна ваздушна брзина у чворовима“, калибрисана ваздушна брзина коригована за адијабатско стишљиво струјање за одређену висину

Назначена брзина је блиска правој само на нивоу мора у стандардним условима и при малим брзинама. На 11,000 m (36,089 ft), назначена ваздушна брзина од 300 kn може одговарати стварној брзини од 500 kn у стандардним условима.